# Trond Schjølberg
Trond Schjølberg (...) è un allenatore di calcio norvegese.

## Carriera
Dal 2008 all'estate 2013, Schjølberg è stato allenatore della sezione femminile del Grand Bodø, lasciandone la panchina per motivi familiari.
Il 6 gennaio 2015, il Trondheims-Ørn ha ufficializzato l'ingaggio di Schjølberg come nuovo allenatore della squadra, a cui si è legato con un accordo biennale. Il 29 agosto successivo, ha rassegnato le proprie dimissioni dall'incarico.
Il 2 dicembre 2015, il Grand Bodø ha reso noto che Schjølberg sarebbe tornato a guidare la squadra a partire dal 1º gennaio 2016.